# 琼妮·麦克阿瑟
琼妮·麦克阿瑟 (英語：Jean Marie Faircloth MacArthur, 1898年12月28日—2000年1月22日)是美国五星上将道格拉斯·麦克阿瑟的第二任妻子。

## 生平
1898年出生在田纳西州纳什维尔，父亲是一位银行家。八岁时父母离婚，母亲将她带到田纳西州默弗里斯伯勒的外祖父母家居住。1935年乘坐豪华邮轮胡佛总统号准备前往上海，中途停靠菲律宾马尼拉时遇见道格拉斯·麦克阿瑟，尽管年龄相差19岁，但他们还是相爱，并于1937年4月30日在纽约结婚。这次回美国，目的还有道格拉斯·麦克阿瑟希望得到国会支持菲律宾抵抗。1938年2月21日儿子亚瑟·麦克阿瑟四世出生。之后的十四年他们辗转马尼拉，东京等地，都没有回过美国，直到1951年丈夫道格拉斯·麦克阿瑟被时任美国总统杜鲁门撤职。2000年1月22日在纽约曼哈顿逝世，享壽101岁。